# 34524 Eugenerivera
34524 Eugenerivera è un asteroide della fascia principale. Scoperto nel 2000, presenta un'orbita caratterizzata da un semiasse maggiore pari a 2,7688001 au e da un'eccentricità di 0,0808640, inclinata di 0,27627° rispetto all'eclittica.